# Friedrich Mieth
Pour les articles homonymes, voir Hilpert.
Friedrich Mieth (4 juin 1888 à Eberswalde - 2 septembre 1944 à Iaşi) est un Generaloberst allemand qui a servi au sein de la Wehrmacht pendant la Seconde Guerre mondiale.

## Décorations
- Croix de fer (1914)
- Croix de chevalier de la croix de fer avec feuilles de chêne
  - croix de chevalier de la croix de fer le 2 novembre 1943, en tant que General der Infanterie et commandant du IV. Armeekorps
  - 409e feuilles de chêne le 1er mars 1944 en tant que General der Infanterie et commandant du IV. Armeekorps